# Donatien Bouché
Donatien Antonin Marie Bouché (Pornic, 10 de maio de 1882 — 1965) foi um velejador francês, campeão olímpico. Ele competiu nos Jogos Olímpicos de Verão de 1932 na classe 8 Metre e conquistou a medalha de ouro na disputa a bordo do l'Aile VI com André Derrien, Virginie Hériot, André Lesauvage, Jean Lesieur e Carl de la Sablière.